# Oligotrichum suzukii
Oligotrichum suzukii là một loài Rêu trong họ Polytrichaceae. Loài này được (Broth.) C.C. Chuang mô tả khoa học đầu tiên năm 1973.